# Horst Heinrich (Politiker, 1921)
Horst Heinrich (geboren am 2. August 1921 in Delitzsch) ist ein ehemaliger NDPD-Funktionär. Er war Abgeordneter der Volkskammer der DDR.

## Leben
Horst Heinrich wurde als Sohn eines Handwerkers in Delitzsch geboren. Nach dem Besuch der Volksschule und der Mittelschule erlernte er den Beruf eines Klempners und Installateurs (1939 bis 1941). Am 4. März 1939 beantragte er die Aufnahme in die NSDAP und wurde zum 1. September desselben Jahres aufgenommen (Mitgliedsnummer 7.108.062). Er wurde Soldat, nahm am Zweiten Weltkrieg teil.
Nach der Gefangenschaft war Horst Heinrich ab 1946 wieder in seinem erlernten Beruf tätig. Von 1949 bis 1952 war er Fachlehrer für Klempnerlehrlinge an der Berufsschule in Delitzsch. 1951 trat er der National-Demokratischen Partei Deutschlands (NDPD) bei. Ab 1952 arbeitete er als selbstständiger Klempner und Installateur. 1953 legte er die Meisterprüfung als Klempner und 1954 als Installateur ab. 1954 wurde er zum Mitglied des Bezirksausschusses Leipzig der NDPD gewählt. 1958 wurde er erstmals Abgeordneter des Bezirkstages Leipzig. 1958 wurde er 1. Vorsitzender der PGH „Aufbau“ in Delitzsch, Mitglied des Wirtschaftsrates des Bezirkes Leipzig und Mitglied des Hauptausschusses der NDPD in Berlin. Am 16. November 1958 wurde er erstmals in die Volkskammer gewählt, der er bis einschließlich der 8. Wahlperiode angehörte, d. h. bis 1986.
Am 1. Dezember 1967 wurde er in die Kommission der Volkskammer zur Ausarbeitung einer sozialistischen Verfassung der DDR berufen.
Über seinen weiteren Lebensweg ist bisher nichts bekannt.

## Ehrungen
- 1955 Ehrenzeichen des Handwerks in Silber und Gold
- 1958 Ehrennadel der Nationalen Front
- 1960 Verdienstmedaille der DDR
- 1968 Vaterländischer Verdienstorden in Bronze

## Archivmaterial
- Bundesarchiv Signatur TonY 12/15 (Bd. 16: Enthält: Diskussionsbeiträge von Horst Heinrich, Hans Luthardt [Teil 1] Tonträger: Tonband. Durchmesser: 18 cm)